# Helmut Simon (Politiker)

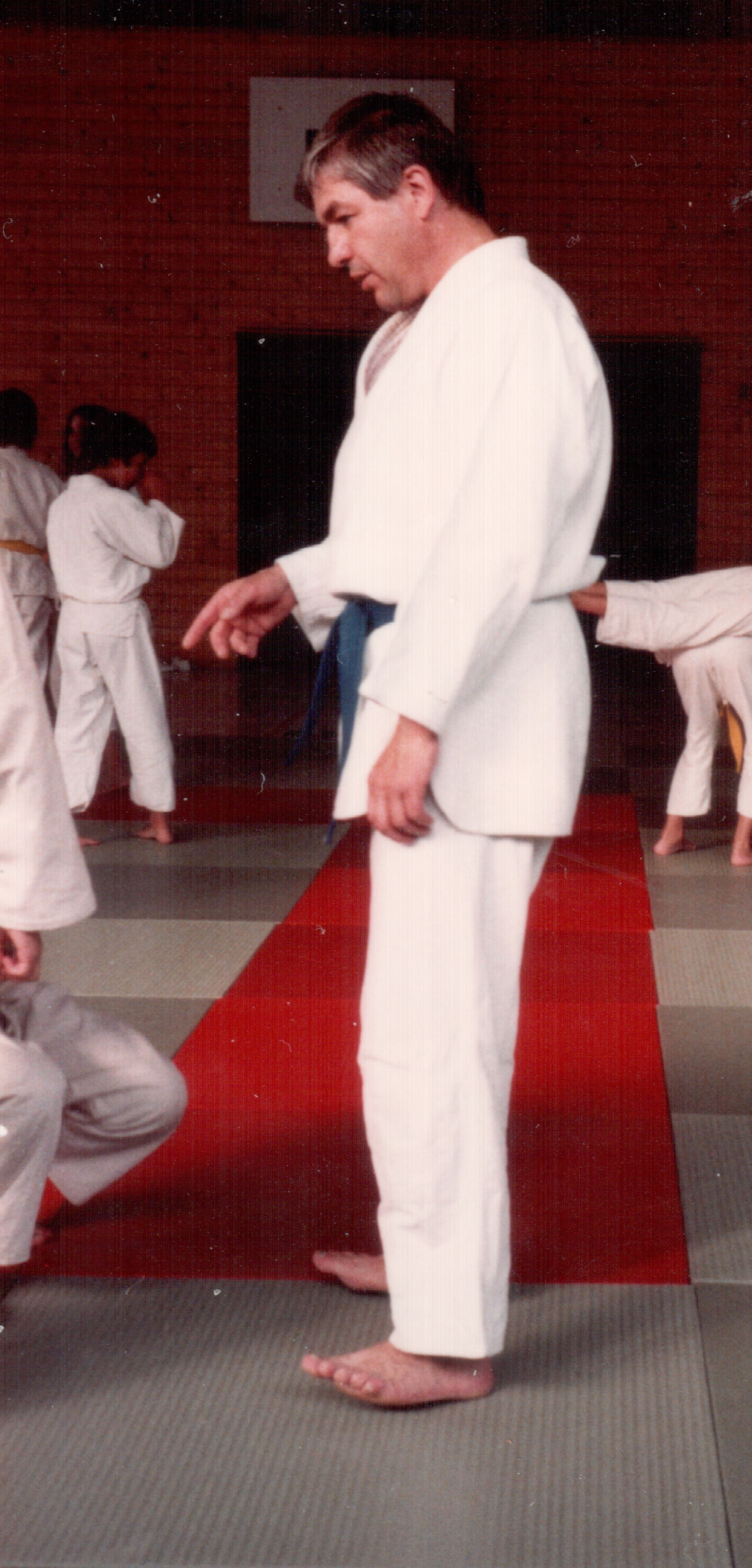
Helmut Simon (als Judolehrer), 1981

Helmut Roland Hagen Simon (* 31. Juli 1939 in Gablonz, Reichsgau Sudetenland; † 21. Januar 2018 in Feldafing) war ein deutscher Politiker (SPD), Standespolitiker als Zahnarzt und Radiomacher.

## Leben
Simon wurde kurz nach Ende des Zweiten Weltkriegs, im Juli 1945 mit seiner Familie aus Gablonz an der  Neiße  vertrieben. Nachdem die Familie kurz in Tannroda (Thüringen) gelebt hatte, siedelte sie im Sommer 1946 nach Kaufbeuren/Neugablonz um.
Simon besuchte kurz die Volksschule in Tannroda und anschließend die Volksschule in Kaufbeuren. Ab 1949 besuchte er das Staatliche Gymnasium Kaufbeuren, an dem er 1958 sein Abitur machte. Von 1958 bis 1964 studierte Simon Zahnmedizin in Erlangen und Würzburg. 1966 eröffnete er eine eigene Zahnarztpraxis, die er bis 1999 führte. Anstelle des normalen Wehrdienstes machte Simon von 1965 bis 1991 etwa zwei Dutzend Wehrübungen, unter anderem an der Sanitätsakademie der Bundeswehr in München. Er beendete seine Laufbahn dort als Oberfeldarzt der Reserve.
1964 heirateten Helmut Simon und Irmgard Hipper. Das Ehepaar hat vier Töchter.
Am 21. Januar 2018 starb Helmut Simon in Feldafing an den Folgen eines Gehirnschlags.

## Politik
Im Jahr 1965 wurde Simon Mitglied der Sozialdemokratischen Partei Deutschlands. Er war Vorsitzender der Jusos Kaufbeuren. Von 1992 bis 2003 war Simon Vorsitzender des SPD-Unterbezirks Ostallgäu.
Von 1966 bis 1998 war Simon SPD-Stadtrat in Kaufbeuren. Im Stadtrat setzte er sich unter anderem für die Schaffung der Fußgängerzone, den Bau der Kabelfernsehanlage Kaufbeuren und die Umwandlung der aufgelassenen Zugtrasse Marktoberdorf-Lechbruck sowie die ebenfalls aufgelassene Zugtrasse Kaufbeuren-Schongau in einen Radwanderweg ein.
Helmut Simon kandidierte in der Landtagswahl am 14. Oktober 1990 im Wahlkreis Kaufbeuren, bei der er den Einzug in den Landtag verpasste. Am 3. Juli 1991 rückte er für Klaudia Martini nach und blieb bis zum Ende der Wahlperiode 1998 Abgeordneter. In der Wahl am 13. September 1998 verpasste er den Wiedereinzug in den Landtag. Von 1998 bis 2002 war Simon Wissenschaftlicher Mitarbeiter für mehrere Landtagsabgeordnete. Er rückte am 6. Januar 2002 für Horst Heinrich in den Landtag nach. Zur Wahl am 5. Oktober 2003 trat er nicht mehr an. Von 1991 bis 1998 war Helmut Simon Mitglied im Petitionsausschuss des bayerischen Landtags. 2003 saß er im Ausschuss für Bundes- und Europaangelegenheit.

## Standespolitik
Von 1968 bis 1985 war Simon Mitglied der Vollversammlung der Bayerischen Landeszahnärztekammer (BLZK), Delegierter des Freien Verbandes Deutscher Zahnärzte (FVDZ) in Bayern und in der Kassenzahnärztlichen Vereinigung Bayerns (KZVB). Von 1968 bis 1983 war Simon Obmann der Zahnärzte im Bezirk Kaufbeuren-Ostallgäu.

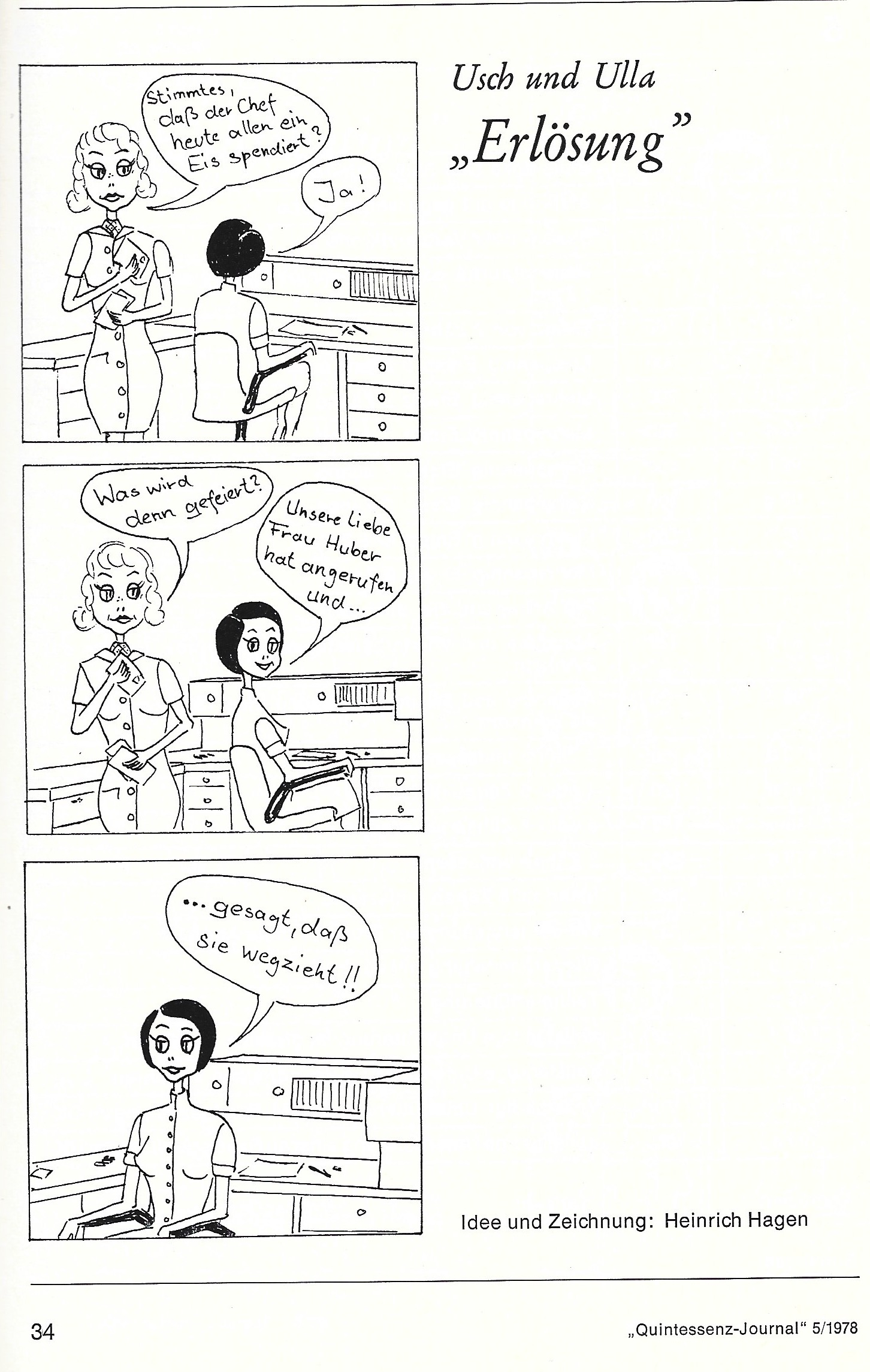
Usch und Ulla

Von 1965 bis 1985 war Simon auch nebenberuflicher Fachlehrer an der Berufsschule für Zahnarzthelferinnen in Kempten (Allgäu). Er wirkte an der Reform der Ausbildung nach Schweizer Vorbild mit. In dieser Zeit war Simon Autor mehrerer Bücher für die Ausbildung zur Zahnarzthelferin. Außerdem schrieb er Artikel für die Fachzeitschrift Quintessenz. Dort erschien auch der Comic Usch und Ulla in Zusammenarbeit mit Jürgen Heinrich Schröder, der die Zeichnungen anfertigte. Der Comic wurde unter dem Pseudonym Heinrich Hagen, einer Kombination ihrer zweiten Vornamen, veröffentlicht.

## Neue Medien / Radio
Von 1987 bis 2004 war Simon Mitglied im Verwaltungsrat der Bayerischen Landesmedienzentrale (BLM). Von 1985 bis 1989 war Simon Mitglied im Verband Bayerischer Lokalrundfunk (VBL).
1984 gründete er den Lokalsender NWO, dessen Geschäftsführer er war. Ab 1986 sendete NWO, zuerst im Kabel, später auch über UKW. 1990 wurde der Betrieb eingestellt.

## Sonstiges
Helmut Simon war viele Jahre als ehrenamtlicher Judolehrer in Kaufbeuren tätig.
Die Fernsehserie Der Querkopf von Kirchbrunn wurde teilweise in der Zahnarztpraxis von Helmut Simon gedreht, der auch einige Ideen zur Serie lieferte.
Ab 1991 war Simon langjähriger Vorsitzender des Christkindlmarktvereins Kaufbeuren e.V.

## Ehrungen und Auszeichnungen
- 1999 Medaille für Besondere Verdienste um die Kommunale Selbstverwaltung (in Bronze)
- 1984 „Besondere Anerkennung“, ausgesprochen durch den Bundespräsidenten Karl Carstens, für „beispielhafte Leistungen in der Berufsausbildung junger Menschen“

## Veröffentlichungen
- Helmut Simon, Irmgard Simon: Die Zähne. Programmierte Unterweisung für den Berufsschulunterricht (Eigenverlag, ohne Datum) mit Zeichnungen von Jürgen Schröder.
- Hans Lambrich, Margit Lambrich, Helmut Simon: So lerne ich Tastschreiben mit Word 2000. Winkler, Darmstadt 2001, ISBN 3-8045-7144-1
- Sigrid Jahreiss, Dieter E. Lange, Siegwart Peters, Helmut Simon, Susanne Tiemann, Das Lehrbuch für die Zahnarzthelferin: Lehrbuch für die Zahnarzthelferin, Bd. 1, Theoretischer Teil (1983)
- Paul Ferger, Dieter Lange, Rainer R Miethke, Helmut Simon, Bert Wagner, Das Lehrbuch für die Zahnarzthelferin: Lehrbuch für die Zahnarzthelferin, Bd. 2,Praktischer Teil (o. J.)
- Helmut Simon, Sigrid Jahreiß:  Lexikon für die Zahlarzthelferin (Quintessenz Verlag GmbH, 1980).
- Helmut Simon: Zehn Schritte zum lokalen Hörfunk (Eigenverlag, 1985).